# Mughiphantes hadzii
Espèce
Synonymes
- Lepthyphantes hadzii Miller & Polenec, 1975

Mughiphantes hadzii est une espèce d'araignées aranéomorphes de la famille des Linyphiidae.

## Distribution
Cette espèce se rencontre en Slovénie et en  Autriche entre 1 922 et 2 399 m d'altitude dans les Alpes kamniques,.

## Étymologie
Cette espèce est nommée en l'honneur de Jovan Hadži.

## Publication originale
- Miller & Polenec, 1975 : Neue Troglohyphantes-Arten aus Slowenien (Araneae, Linyphiidae). Acta Entomologica Bohemoslovaca, vol. 72, p. 55-61.